# Ein Walzertraum (Operette)
Ein Walzertraum ist eine Operette in drei Akten von Oscar Straus. Das Libretto verfassten Felix Dörmann und Leopold Jacobson. Es basiert auf der Novelle „Nux der Prinzgemahl“ aus dem „Buch der Abenteuer“ von Hans Müller. Das Werk erlebte seine Uraufführung am 2. März 1907 im Wiener Carltheater.

## Orchester
Zwei Flöten, zwei Oboen, zwei Klarinetten, zwei Fagotte, vier Hörner, zwei Trompeten, drei Posaunen, eine Harfe, eine Celesta, eine Gitarre, Schlagwerk und Streicher. Für die Bühnenmusik benötigt man eine Damenkapelle.

## Handlung
Die Operette spielt in dem fiktiven Fürstentum Flausenthurn kurz nach der Wende vom 19. zum 20. Jahrhundert.

### Erster Akt
Bild: Prachtvoller Saal im Schloss
Endlich ist das eingetreten, wonach sich der regierende Fürst Joachim XIII. von Flausenthurn schon lange gesehnt hat: die Hochzeit seiner Tochter Helene. Vor drei Stunden haben sich sie und der österreichische Leutnant Niki das Jawort gegeben, und jetzt wird im Prunksaal des Schlosses ausgiebig gefeiert. Niki ist allerdings gar nicht glücklich über die vielen höfischen Zeremonien, welche die adlige Etikette verlangt. Obwohl kaum vermählt, sehnt er sich schon nach seiner Heimatstadt Wien mit ihren Walzerklängen zurück. Als sein Schwiegervater die Gelegenheit für passend hält, zieht er Niki ins Vertrauen und bittet ihn, ihm doch möglichst bald einen Enkel als Thronfolger zu schenken. Über Nikis Antwort ist er jedoch verblüfft. Dieser verlangt von ihm ein separates Schlafzimmer und meint, dass er nicht der geborene Ehemann sei.
Gegen Abend dringen vom nahe gelegenen Restaurationsgarten sanfte Melodien im Dreivierteltakt zum Schloss herüber. Plötzlich ist Niki wie verwandelt. Er gibt vor, schlafen zu gehen, verlässt aber kurz darauf unbemerkt mit seinem Freund, dem Leutnant Montschi, das Schloss. Der Weg führt die beiden zum Musikpavillon im Park.

### Zweiter Akt
Bild: Restaurationspark mit Musikpavillon
Die Damenkapelle legt gerade eine Pause ein, was Niki ausnützt, um mit der Dirigentin Franzi Steingruber zu flirten. Auch sie ist einem Abenteuer nicht abgeneigt, zumal der fesche junge Offizier aus ihrem geliebten Wien zu kommen scheint.
Im fürstlichen Schloss hat man inzwischen festgestellt, dass Niki spurlos verschwunden ist. Die Hochzeitsgesellschaft macht sich deshalb auf die Suche nach dem Vermissten. Dabei gelangen Joachim XIII., sein Vetter Graf Lothar, die jung vermählte Prinzessin Helene und deren Oberkammerfrau Friederike von Insterburg ebenfalls in den Park mit dem Musikpavillon. Hier herrscht eine Atmosphäre, wie sie die Flausenthurner bisher noch nicht gekannt haben. Die Wiener Walzer der Damenkapelle lassen das Blut in Wallung geraten. Joachim XIII., seit einigen Jahren Witwer, hat es auf die kesse „Tschinellenfifi“ abgesehen, und sein Vetter Lothar gibt sich alle Mühe, mit der Chefin des Orchesters anzubandeln. Dieser spukt aber nur Niki im Kopf herum, sodass Lothar vergebliche Liebesmüh aufwendet.
Niki kann es kaum fassen, als plötzlich seine Gattin vor ihm steht und ihn zum Tanze auffordert. Helene liebt ihren Mann aufrichtig und ist traurig darüber, dass er sich in Flausenthurn nicht wohl fühlt. Trotzdem drehen sich die beiden fröhlich im Dreivierteltakt. Dabei werden sie vom Volk als Hoheiten erkannt. Wie ihnen dann auch noch gehuldigt wird, wird es der Chefin der Damenkapelle klar, dass aus dem flüchtigen Flirt mit dem feschen Burschen keine Liebschaft entstehen kann.

### Dritter Akt
Bild: Salon im Schloss
Helene muss immer wieder an den gestrigen Abend im Restaurationspark denken. Nie zuvor hat sie ihren geliebten Niki so fröhlich gesehen. Irgendetwas Geheimnisvolles muss an der Wiener Atmosphäre, die dort herrschte, liegen. Aber was? – Glücklicherweise ist es Helene gelungen, Franzi Steingruber ins Schloss einzuladen. Von ihr will sie das Geheimnis erfahren. Die Musikerin lässt auch nicht lange auf sich warten. Sie hält sich sogar an Helenes Bitte, verschleiert aufs Schloss zu kommen, damit sie von Niki nicht erkannt werde. So geht es ein paar Tage, und nach und nach breitet sich Wiener Gemütlichkeit im Schlosse aus. Niki bemerkt die innere Wandlung seiner Frau und ist immer mehr von ihr angetan.
Graf Lothar glaubt, die verschleierte Frau, welche sich zurzeit täglich ins Schloss schleicht, sei Nikis Geliebte. Darüber beginnt er heimlich zu frohlocken, kann er doch den Wiener Schnösel überhaupt nicht leiden und glaubt, ihn vom Hofe vertreiben zu können, wenn er ihn des Seitensprungs überführt. Aber daraus wird natürlich nichts; er blamiert sich nur dabei.
Aus dem Nebenzimmer dringt eine liebliche Walzermelodie an Nikis Ohr, gesungen von einer Frauenstimme und begleitet von einer Geige. Während die Musik immer näher kommt, erkennt Niki die beiden: Es sind Helene und Franzi. Begeistert schließt er seine Frau in die Arme und huldigt mit ihr dem Wiener Walzertraum. Franzi Steingruber verabschiedet sich. Auf sie und ihre Damenkapelle wartet ein Gastspiel in der österreichischen Hauptstadt.

## Musik

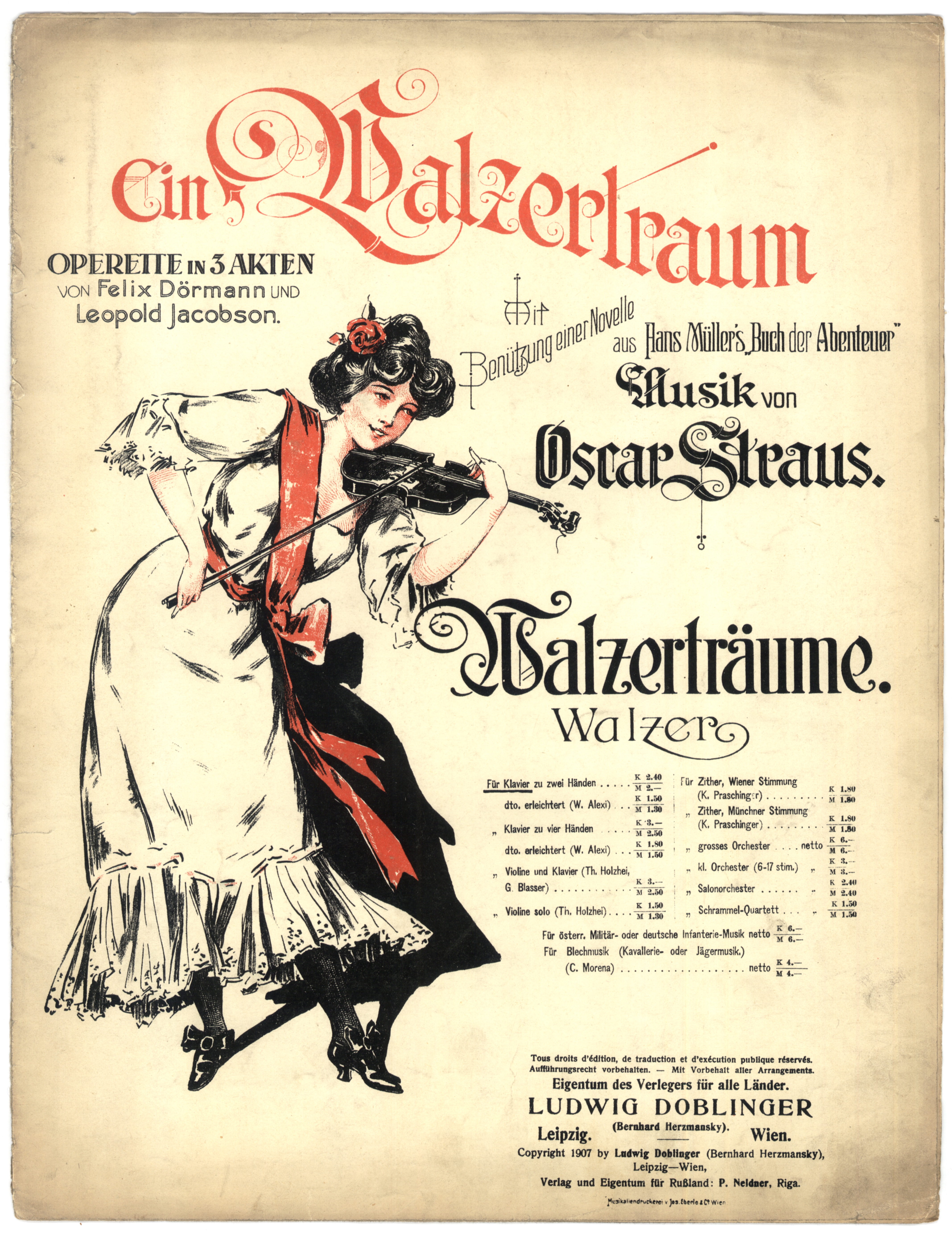
Walzerträume
Walzer nach Motiven der Operette

Beim Anhören des glänzend orchestrierten melodienseligen Werkes kommt einem kaum der Gedanke, dass es sich um ein Frühwerk des Komponisten handelt. Keine seiner späteren Operetten erreichte auch nur annähernd einen solchen Erfolg. Auch im nicht deutschsprachigen Raum kam sie auf stattliche Aufführungszahlen. Von den zahlreichen reizvollen Musiknummern seien lediglich die Folgenden hervorgehoben:
- Ich hab einen Mann, einen eigenen Mann
- Leise, ganz leise klingt’s durch den Raum, liebliche Weise, Walzertraum

| Leise, ganz leise Klingt´s durch den Raum, Liebliche Weise Walzertraum. Süßester Schmerzen Zärtlicher Chor Steigt aus dem Herzen Selig empor. | Frühlingsverlangen Glück ohne Ruh, Hoffen und Bangen Liebe bist du! Einmal noch beben Eh´ es vorbei – Einmal noch leben – Lieben im Mai! |

- G’stellte Mädeln, resch und fesch
- Komm her, du mein reizendes Mäderl
- O du lieber, o du g’scheiter ...
- Das Geheimnis sollst du verraten
- Pikkolo! Pikkolo! Tsin – tsin – tsin!

## Verfilmung
Nach der ersten Verfilmung 1925, u. a. mit Willy Fritsch, Mady Christians und Xenia Desni, diente die Operette zusammen mit dem Roman als Grundlage für die Komödie Der lächelnde Leutnant von Ernst Lubitsch, die er 1931 mit Maurice Chevalier und Claudette Colbert inszenierte. Eine weitere Verfilmung gab es 1969 unter Fred Kraus.